# Municipio de Bingham (Iowa)
El municipio de Bingham (en inglés: Bingham Township) es un municipio ubicado en el condado de Hancock en el estado estadounidense de Iowa. En el año 2010 tenía una población de 426 habitantes y una densidad poblacional de 4,65 personas por km².

## Geografía
El municipio de Bingham se encuentra ubicado en las coordenadas 43°12′22″N 93°54′9″O / 43.20611, -93.90250. Según la Oficina del Censo de los Estados Unidos, el municipio tiene una superficie total de 91.55 km², de la cual 91,37 km² corresponden a tierra firme y (0,2 %) 0,18 km² es agua.

## Demografía
Según el censo de 2010, había 426 personas residiendo en el municipio de Bingham. La densidad de población era de 4,65 hab./km². De los 426 habitantes, el municipio de Bingham estaba compuesto por el 97,65 % blancos, el 0,23 % eran amerindios, el 1,41 % eran de otras razas y el 0,7 % eran de una mezcla de razas. Del total de la población el 2,82 % eran hispanos o latinos de cualquier raza.